# 图林根号战列舰
图林根号战列舰是德意志帝国海军黑尔戈兰级战列舰的第三艘舰，以图林根命名。它于1908年11月在不来梅的威悉船厂进行龙骨架设，1909年11月27日下水，至1911年7月1日投入舰队服役。该舰在六座双联装炮塔中装备有十二门305毫米50倍径速射炮，最高航速为21節（39每小時）。图林根号在服役生涯的大部分时间都隶属于公海舰队的第一战列分舰队，包括第一次世界大战。
连同其姊妹舰黑尔戈兰号、东弗里斯兰号和奥尔登堡号一起，图林根号参加了一战期间于北海针对英国大舰队的主要舰队行动，其中包括1916年5月31日至6月1日爆发的日德兰海战，这是战争中最大规模的海战。在日德兰的夜间鏖战中，它摧毁了装甲巡洋舰黑太子号。该舰同样有在波罗的海实施针对俄国海军的行动，于1915年8月首次入侵里加湾时到场。
1918年11月德国战败后，公海舰队的大部于和平谈判期间都被扣留至英国斯卡帕湾。然而，4艘黑尔戈兰级舰只却被允许留在德国，因而避免了舰队在斯卡帕湾的自沉。它们作为战争赔偿被割让予协约国；其中图林根号移交法国，用作法国海军的靶舰。在1923－1933年间，该舰沉没于加夫尔并原地拆解，但有部分舰身仍然保留。

## 建造及设计
图林根号战列舰是由德意志帝国海军以“贝奥武夫代舰”（Ersatz Beowulf）作为合同代号进行订购，以替代已淘汰的岸防舰贝奥武夫号。建造合同被授予不来梅的威悉船厂，生产编号为166。工程于1908年11月2日展开，首先是进行龙骨架设，并在一年后、于1909年11月27日下水。在下水仪式上，末代萨克森-阿尔滕堡大公夫人阿德尔海德主持为舰只命名，并由萨克森-魏玛-艾森纳赫大公威廉·恩斯特发表演讲。舾装工作，包括上部结构的完善和武器的安装则一直持续至1911年6月。完工后，有6艘躉船被依附至新战列舰以减少其吃水，进而使其能够从威悉河被拖运至北海。图林根号——作为以德国中部地区图林根命名的舰只，是在1911年7月1日编入公海舰队服役，此时距离其开工尚不足三年，共斥资4631.4万金马克，为同级舰中最为昂贵的单位。
图林根号的全长为167.2米，舷宽28.5米，有8.94米的吃水深度，满载排水量达到24700吨。它由三台四缸直立三胀往复式蒸汽机提供动力，其中每台独立驱动一副四叶螺旋桨；共由15台水管锅炉供应蒸汽。发动机的额定功率为20,594千瓦特（27,617匹馬力），最高速度达21節（39每小時）。此外，图林根号还可贮存3200吨燃煤，能够以10節（19每小時）的速度续航5,500海里（10,200）。1915年以后，随着锅炉经过煤上喷油改造，该舰还可额外携带最多197吨重油。舰只的船员编制为42名军官及1027名士兵。
图林根号装备的主炮为分布在六座双联装炮塔中的十二门305毫米50倍径速射炮。其中舰艏、舰艉各一座，两边舷侧各两座。副炮系统则包括十四门安装在炮廓内的150毫米45倍径速射炮和十四门88毫米45倍径速射炮。1914年后，有两门88毫米炮被移除，并由两门88毫米高射炮取代。此外，舰只还武装有六具500毫米水下鱼雷发射管，其中舰艏、舰艉各一具，每边舷侧各两具。图林根号的主装甲带在中央堡垒内有300毫米厚，采用克虏伯生产的渗碳装甲。其主炮炮塔在两侧和正面也由相同厚度的渗碳装甲覆盖，覆盖范围还包括支撑炮塔的炮座。甲板厚度则为63.5毫米。

## 服役历史
在1911年7月1日入役后，图林根号随即进行了海试，并于9月10日完成。9月19日，它连同其姊妹舰一起被正式编入公海舰队的第一战列分舰队。然后，它先是进行了单舰训练，其次是跟随第一分舰队训练，以及11月的舰队演习。例行于7月－8月驶往挪威的年度夏季巡航由于阿加迪尔危机而中断。因此，巡航只是进入了波罗的海。在其后两年的和平时期，图林根号和舰队余部一样，都在重复单舰、分舰队以及全体舰队训练的循环模式。1913年10月，海军上校威廉·米夏埃利斯成为该舰指挥官；他担任此职直至1915年2月。
1914年7月14日，驶往挪威的夏季巡航启航。在帝国海军于和平时期的最后一次巡航期间，舰队于7月25日进入挪威峡湾前先在斯卡恩进行了演习。翌日，随着奥匈帝国对塞尔维亚下达最后通牒，舰队被迫返回德国。7月27日，整支舰队在返回港口前于斯卡恩角集结，并在那里保持高度戒备状态。奥匈帝国与塞尔维亚之间的战争于28日爆发，在一周的时间里，所有的欧洲大国都加入了这场战争。至7月29日，图林根号及第一分舰队余部都已返抵威廉港。在战争首年，后来的反纳粹信義宗牧师馬丁·尼莫拉也于该舰担任士官。

### 第一次世界大战

公海舰队于1914年12月16日清晨、即突袭斯卡布罗、哈特尔浦及惠特比时的部署

图林根号参加了公海舰队进入北海的第一次出击，这发生于1914年11月2－3日，然而在行动中没有遇到英国军队。第二次行动随后发生于12月15－16日。这次出击源自公海舰队总司令、海军上将腓特烈·馮·英格諾爾的战略选择：即利用海军少将弗朗茲·馮·希佩爾辖下第一侦察集群的大巡洋舰袭扰英国沿岸城镇，以诱使英国大舰队分出部分兵力出动，进而被埋伏一旁的公海舰队主力歼灭。12月15日清晨，舰队离开港口突袭斯卡布罗、哈特尔浦及惠特比。当天傍晚，约12艘德国无畏舰——包括图林根号及其3艘姊妹舰，连同8艘前无畏舰，来到距离英国一个孤立分舰队的6艘战列舰约10海里（19）范围内。然而，与对方驱逐舰之间在黑暗中的零星冲突使得英格诺尔误判自己面对的是整个大舰队主力。根据德皇威廉二世的命令，为避免不必要的冒险，英格诺尔中断了交战并将舰队撤回德国。
在1915年1月24日发生的多格尔沙洲海战中，英国海军中将戴维·贝蒂率领的第1和第2战列巡洋分舰队伏击了德方第一侦察集群的大巡洋舰。图林根号及第一战列分舰队余部遂受命出击，以增援寡不敌众的己方大巡洋舰。它们连同第二分舰队的前无畏舰于欧洲中部时间12:33离开港口。然而为时已晚，它们未能找到任何英军。至19:05，舰队已经返回威廉港外围的希利希。在此期间，大巡洋舰布吕歇尔号因无法抵御英军的密集炮火而被击沉，而塞德利茨号也因弹药库被击穿所引发的大火而严重受损。结果，德皇威廉二世解除了英格诺尔的职务，并于2月2日由海军上将胡戈·冯·波尔接任公海舰队总司令。
第一分舰队的八艘战列舰于1915年2月22日进入波罗的海进行部队训练，并一直持续至3月13日。返回北海后，这些舰只又先后在3月29－30日、4月17－18日、4月21－22日、5月17－18日以及5月29－30日参与了一系列波澜不惊的舰队出击。随后图林根号与舰队余部一直停泊在港口，直至8月4日，当第一分舰队重返波罗的海进行另一轮的训练演习。分舰队从那里直接加入了一支特遣部队，试图于1915年8月歼灭驻守在里加湾的俄国海军。受希佩尔指挥的这支德国特遣区舰队由第一分舰队的8艘战列舰、大巡洋舰塞德利茨号、毛奇号和冯·德·坦恩号、几艘小巡洋舰、32艘驱逐舰和13艘扫雷艇所组成。行动计划要求扫荡俄国雷区的通道，以便歼灭包括前无畏舰光荣号在内的俄国海军驻扎力量。然后，德国人会布设自己的雷区，以阻止俄国舰船返回海湾。图林根号连同舰队大部分的大型舰只在整个行动期间都停留在湾区之外。无畏舰拿骚号和波森号于8月16日离队，以护送扫雷艇并袭击光荣号——尽管它们未能击沉这艘旧舰。三天后，俄国雷区已被清除完毕，区舰队于8月19日进入海湾，但协约国潜艇在该水域出没的报告则促使德国于次日从里加湾撤军。至8月26日，第一分舰队返抵威廉港。
在10月23－24日，波尔上将指挥了在其任内的最后一次舰队重大进攻行动，然而未能与英军接触。至1916年1月，肝细胞癌的侵袭使他无法继续再履行职责，他的公海舰队指挥权被海军上将赖因哈德·舍尔所取代。舍尔提出了一个更具侵略性的政策，旨在与大舰队正面对抗；该策略于2月获得了德皇的批准。舍尔的首个行动是在3月5－7日进入北海的扫荡，随后在3月21－22日和25－26日又再进行了两次。在舍尔的下一项行动期间，图林根号号受命对1916年4月24日炮击英格兰海岸的第一侦察集群提供支援。第一集群的大巡洋舰群于10:55离开亚德湾，公海舰队余部则在13:40后跟随。在前行途中，大巡洋舰塞德利茨号不慎触雷而被迫返航。其余大巡洋舰则在没有遭遇任何抵抗的情况下炮击了洛斯托夫特，但在接近雅茅斯时则遇到了哈维奇部队的英国巡洋舰。双方遂进行了短暂的交火，直至哈维奇部队离开。随后，英国潜艇在该地区出没的报告促使第一侦察集群撤退。与此同时，舍尔也收到了大舰队从斯卡帕湾基地出动的警告，遂撤回至更为安全的德国水域。

#### 日德兰海战

英国（蓝）及德国（红）舰队在1916年5月31－6月1日的调遣图

图林根号作为公海舰队的一份子参加了在1916年5月31日至6月1日爆发的日德兰海战。德国舰队再次试图吸引及牵扯大舰队的一部分，并在英国舰队主力可能报复之前将其摧毁。在行动期间，图林根号是第一分舰队第一支队的第2艘舰以及全体战列线中的第10艘舰，直接位列分舰队旗舰东弗里斯兰号之后和另一艘姊妹舰黑尔戈兰号之前。第一分舰队处于全体队形的中部，落后于第三战列分舰队的8艘国王级和皇帝级战列舰，而殿后部队则由6艘年迈的前无畏舰组成的第二战列分舰队第三、第四支队担当。
在16:00前不久，第一侦察集群的大巡洋舰遭遇了由戴维·贝蒂指挥的第1战列巡洋分舰队，双方旋即展开炮战，其中英国的不倦号在17:00过后、以及玛丽皇后号在不足一个半小时后均被摧毁。与此同时，德国的大巡洋舰为了将英国舰只引向公海舰队的主力而向南航行。至17:30，领头的德国战列舰国王号同时发现第一侦察群和敌方第1战列巡洋分舰队接近。德国战列巡洋舰立即转舵向右、而英国舰只则转舵向左航行。在17:45，舍尔下令向左转舵2点以使其舰只靠近英国战列巡洋舰，并于一分钟后下达了开火的命令。
当领头的战列舰与英国的战列巡洋分舰队交战时，图林根号和其它10艘战列舰则因与对方相距太远，而转向英国的第2轻巡洋分舰队开火。其中图林根号和王储号瞄准的是都柏林号，但两艘舰都没有取得命中。图林根号在17000至19000米的射程范围内持续射击了8分钟，共消耗了29枚305毫米炮弹。在早前的战斗中，英国驱逐舰涅斯托耳号和游牧民号已被击至失效，它们直接瘫痪在公海舰队前进的航线上。图林根号遂连同另外3艘战列舰利用其主炮及副炮摧毁了涅斯托耳号，而第三分舰队的几艘战列舰则击沉了游牧民号。在19:15后不久，英国无畏舰厌战号进入射程，图林根号于19:25再以主炮及副炮同时开火，距离在9700米至10800米之间。该舰在大约5、6分钟的时间内共发射了21枚305毫米炮弹和37枚15毫米炮弹，在厌战号脱离炮手的视线范围时仍未遭到任何命中。然后图林根号转而对马来亚号战列舰开火。在舍尔下令全体转舵180度以摆脱英国舰队之前，图林根号于大约12900米的距离向马来亚号射击超过7分钟，共发射20枚重炮，同样没有命中。
在23:30左右，德国舰队完成夜间巡航编队的重组。图林根号此时成为第7艘舰，位居24艘主力舰的前部。一小时后，德舰队形的领航舰只与英国的轻型部队相遇，并就此展开近距离的激烈交火。大约在01:10，装甲巡洋舰黑太子号无意中闯入德舰队形。图林根号以其聚光灯照亮对方，并以305毫米主炮近距离施射。首轮齐射命中黑太子号的艉部炮塔，它似乎已被击至舷外。期间图林根号共发射了10枚305毫米、27枚150毫米和24枚88毫米炮弹。它还得到另外三艘战列舰的增援，因此黑太子号很快便在巨大的爆炸中毁灭，并导致其857名船员全数丧生。大约半小时后，图林根号发现了一艘疑似伯肯希德级的巡洋舰，遂发射了一枚曳光弹以照亮英舰，并以副炮开火。对方实为驱逐舰湍流号。图林根号在发射另一枚曳光弹之前，共消耗了18枚150毫米炮弹和6枚88毫米炮弹。湍流号看似已向右舷倾覆，但仍维持漂浮，其后被德国的小巡洋舰雷根斯堡号以及驱逐舰V71号和V73号击沉。
尽管夜间战斗激烈，公海舰队还是成功突破了英国的驱逐舰群，并于6月1日04:00抵达犄角礁。数小时后，德国舰队回到亚德湾；图林根号、黑尔戈兰号、拿骚号和威斯特法伦号负责在外围锚地组成防御阵位，第三分舰队的4艘未受损舰只则至威廉港的入口外戒备。其余8艘无畏舰进入威廉港——那些仍然具备作战能力的舰只需要在内港进行补给。在战斗过程中，图林根号共发射了107枚305毫米重炮、115枚150毫米炮和22枚88毫米炮，而其舰体及船员则毫发无损。

#### 后续行动
1916年8月18日，舍尔上将计划重演日德兰计划，试图利用此时仍然具备作战能力的的大巡洋舰毛奇号和冯·德坦恩号在三艘无畏舰的支援下，炮击桑德兰的沿岸城镇，进而诱歼贝蒂的战列巡洋舰。舰队余部，包括图林根号，则会尾随并提供掩护。英国情报部门在当天晚些时候向大舰队总司令約翰·傑利科通报了德国人的行动，他派出大舰队拦截德军。在接近英国海岸时，舍尔收到了来自齊柏林飛船关于英国部队在该地区的错误报告，进而向北转移。结果炮击并未实施，并且至8月19日14:35，舍尔又收到了大舰队迫近的警告，他不愿意在难分伯仲的日德兰海战后仅11周便又与整个大舰队交战，于是下令全体舰队掉头撤回德国港口。
9月25－26日，图林根号和第一分舰队余部对正在泰尔斯海灵滩执行扫荡任务的第二鱼雷艇引导队提供支援。舍尔于10月18－20日在多格滩方向则进行了另一次舰队行动，然而舰舵的故障却阻碍了图林根号的参与。在1917年的大部分时间里，图林根号都被派往德意志湾担当警戒值勤。在阿尔比恩行动、即对俄国控制的里加湾岛屿实施两栖攻击期间，图林根号及其3艘姊妹舰移动至丹尼斯海峡，以阻止任何英国企图干预的可能。10月28日，4艘舰抵达普茨克湾，并于29日从那里驶至阿伦斯堡。整个行动于11月2日完成，东弗里斯兰号遂连同其姊妹舰返回北海。最后一次无果的舰队出击发生于1918年4月23－24日。为实施拱顶石行动，图林根号、东弗里斯兰号和拿骚号组成了一支特遣队，计划占领圣彼得堡。这三艘舰于8月10日进入波罗的海，但行动被推迟并最终取消。特遣队于8月21日解散，而战列舰则于23日返回威廉港。

### 结局
1918年10月下旬，即停战协定签署前两周，图林根号及其3艘姊妹舰参加了最终舰队行动。行动的设想是公海舰队的骨干将由威廉港基地出动寻找大舰队决战。舍尔上将意图重创英国海军，以改善德国在和平谈判中的议价地位——尽管有预期的伤亡。然而，许多厌战的水兵却认为，这次行动将破坏和平进程并会延长战事。在1918年10月29日，舰队受命离开威廉港，并在亚德湾锚地集结，计划于次日清晨起航。从10月29日夜晚开始，图林根号的船员首先发动叛变，司炉兵关闭了锅炉并拒绝工作。翌日，鱼雷艇B110号和B112号靠向图林根号，而U-135号潜艇也受命将其枪炮对准该舰。有相当一部分图林根号船员，包括314名水兵和124名司炉被捕并被押离舰只。但这不足以平息叛乱，并迅速蔓延至整个舰队。这种动荡局面迫使希佩尔和舍尔最终取消了行动。当得知情况后，德皇威廉二世悲哀的表示：“我已不再拥有海军”。
随着德国在1918年11月投降，公海舰队的大部分舰只在海军少将路德维希·冯·罗伊特的指挥下，被协约国扣留至斯卡帕湾的英国海军基地。图林根号及其3艘姊妹舰连同4艘拿骚级战列舰则在和平谈判期间获准留在德国。6月21日上午，守备的英国舰队离开斯卡帕湾进行训练演习；趁他们不在场的情况下，罗伊特下令其船员们凿沉了被扣押在斯卡帕湾的10艘战列舰及5艘战列巡洋舰。图林根号于1918年12月18日退役，并在停留德国期间被用作宿营船。1919年11月5日，该舰从海军序列中除籍。剩余8艘战列舰的命运是通过《凡尔赛条约》确定的，条约规定舰只需要解除武装并作为战争赔偿割让予主要协约国的政府。图林根号于1920年4月29日以“L”为代号移交法国海军，由一名基干船员将舰只送往瑟堡完成正式交付。图林根号被法国海军短暂的用作靶舰，直至其沉没于加夫雷。该舰于1923－1933年间在原地部分拆解，但舰体的重要部分仍然留在法国海岸下。